# 自由に生きてほしい
「自由に生きてほしい」（じゆうにいきてほしい）は、1972年9月25日に発売された大塚たけし（後の大塚博堂）のシングルである。

## 収録曲
1. 自由に生きてほしい
作詞：阿久悠 作曲：井上忠夫 編曲：青木望
2. 薔薇のトゲ
作詞：千家和也 作曲・編曲：クニ河内